# Diventi amore
Diventi amore è un album del cantautore italiano Filipponio, pubblicato dall'etichetta discografica CGD nel 1979.
L'album è disponibile su long playing e musicassetta. I brani, ad eccezione di quello che dà il titolo al lavoro, vedono come produttore Simon Luca, che cura gli arrangiamenti con la collaborazione di Franco Orlandini, il quale dirige l'orchestra. Diventi amore è invece prodotto da Gianni Daldello e vede Franco Monaldi come arrangiatore e direttore.
Dal disco viene tratto il singolo Diventi amore/Parigi Londra New York.

## Tracce

### Lato A
1. Guardami
2. Come due amanti
3. Voglio parlarti di noi
4. Non è un'ora
5. Quanto amore senza amore
6. Parigi Londra New York

### Lato B
1. Diventi amore
2. Noi noi noi
3. Fra me e me
4. Che presuntuoso questo cuore
5. Non andare via